# Mistrovství Evropy v judu 1983
Mistrovství Evropy mužů se konalo v Paříži, Francie 12.–15. května 1983 a Mistrovství Evropy žen se konalo v Janově, Itálie 5.–7. května 1983.

## Výsledky
Muži
| Kategorie | Zlato                      | Stříbro                   | Bronz                     | Bronz                           |
| --------- | -------------------------- | ------------------------- | ------------------------- | ------------------------------- |
| -60 kg    | Chazret Tleceri (URS)RUS   | Andrzej Dziemianiuk (POL) | Peter Jupke (FRG)         | Klaus-Peter Stollberg (GDR)     |
| -65 kg    | Thierry Rey (FRA)          | Jaroslav Kříž (TCH)SVK    | Janusz Pawłowski (POL)    | Nikolaj Soloduchin (URS)RUS     |
| -71 kg    | Richard Mélillo (FRA)      | Ezio Gamba (ITA)          | Steffen Stranz (FRG)      | Karl-Heinz Lehmann (GDR)        |
| -78 kg    | Neil Adams (GBR)           | Seppo Myllylä (FIN)       | Andrzej Sadej (POL)       | Šota Chabareli (URS)GEO         |
| -86 kg    | Vitalij Pesňak (URS)BLR    | Peter Seisenbacher (AUT)  | Mario Vecchi (ITA)        | Detlef Ultsch (GDR)             |
| -95 kg    | Valerij Divisenko (URS)RUS | Roger Vachon (FRA)        | Robert Van de Walle (BEL) | Günther Neureuther (FRG)        |
| +95 kg    | Chabil Biktašev (URS)RUS   | Dimitar Zaprjanov (BUL)   | Angelo Parisi (FRA)       | Alexander von der Groeben (FRG) |

Ženy
| Kategorie | Zlato                       | Stříbro                     | Bronz                        | Bronz                       |
| --------- | --------------------------- | --------------------------- | ---------------------------- | --------------------------- |
| -48 kg    | Karen Briggsová (GBR)       | Anna-Maria Valvanová (ITA)  | Fabienne Boffinová (FRA)     | Birgit Friedrichová (FRG)   |
| -52 kg    | Loretta Doyleová (GBR)      | Pascale Dogerová (FRA)      | Patricia Montagutiová (ITA)  | Edith Hrovatová (AUT)       |
| -56 kg    | Gerda Winklbauerová (AUT)   | Regina Philipsová (FRG)     | Liesbeth Beeksová (NED)      | Béatrice Rodriguezová (FRA) |
| -61 kg    | Ann Hughesová (GBR)         | Gabi Ritschelová (FRG)      | Martine Rottierová (FRA)     | Herta Reiterová (AUT)       |
| -66 kg    | Laura Di Tomaová (ITA)      | Dawn Netherwoodová (GBR)    | Alexandra Schreiberová (FRG) | Gertrude Kranzlová (AUT)    |
| -72 kg    | Ingrid Berghmansová (BEL)   | Véronique Vigneronová (FRA) | Barbara Claßenová (FRG)      | Karin Poschová (AUT)        |
| +72 kg    | Maria Teresa Mottaová (ITA) | Natalina Lupinová (FRA)     | Marjolein van Unenová (NED)  | Helen Wantlingová (GBR)     |